# Pterostichus inopinus
Pterostichus inopinus är en skalbaggsart som beskrevs av Thomas Casey. Pterostichus inopinus ingår i släktet Pterostichus och familjen jordlöpare. Inga underarter finns listade i Catalogue of Life.